# Walter Warzecha
Walter Wilhelm Julius Warzecha (Schwiebus, 23 mei 1891 – Hamburg, 30 augustus 1956) was een Duitse officier en Generaladmiral in de Kriegsmarine tijdens de Tweede Wereldoorlog. Hij was de laatste opperbevelhebber van de Kriegsmarine.

## Leven
Walter Warzecha werd op 23 mei 1891 geboren. Hij groeide in Neuruppin op, zijn vader Max was de burgemeester. Zijn familie kwam van oorsprong uit Silezië. Warzecha trad op 1 april 1909 als Seekadett in dienst van de Kaiserliche Marine. Hij kreeg zijn basisopleiding op de zware kruiser SMS Victoria Louise. Vanaf 1911 tot 1916 werd Warzecha op het linieschip SMS Nassau ingezet. Hij werd op 19 september 1912 tot Leutnant zur See en op 2 mei 1915 tot Oberleutnant Zur See bevorderd.

### Eerste Wereldoorlog
Vanaf augustus 1916 volgde hij de opleiding voor de onderzeedienst. Warzecha diende tot het einde van de Eerste Wereldoorlog op verschillende U-boten als commandant. Hij bracht een totaal van 9 schepen tot zinken met gezamenlijk 22.612 GRT.
Na het einde van de oorlog, werd hij in de Reichsmarine overgenomen. Hij was voornamelijk als instructeur en in verschillende staffuncties, en als officier op een linieschip werkzaam.
In de toenmalige marinehaven Kiel was Warzecha stafchef van het marinestation Oostzee. Aansluitend werd hij in 1937 commandant van de Admiral Graf Spee. Op 1 november 1938 werd hij tot Konteradmiral bevorderd en werd tot Chef des Marinewehramt benoemd, en verhuisde met zijn familie naar Berlijn.

### Tweede Wereldoorlog
Tijdens de uitbraak van de Tweede Wereldoorlog, was hij in Berlijn als ambtchef in het Oberkommando der Kriegsmarine werkzaam. Een jaar later volgde zijn benoeming tot Chef des Allgemeinen Marinehauptamtes (in 1944 hernoemd in Chef der Kriegsmarinewehr). In die functie werd hij meerdere malen bevorderd tot Generaladmiral op 1 maart 1944.
Op 23 mei 1945 werd Warzecha op grond van zijn rang (de oudste officier) door de geallieerden tot waarnemend bevelhebber van de Kriegsmarine ingezet. Hij kreeg deze functie na de zelfmoord van Hans-Georg von Friedeburg. Tot de ontbinding van het Oberkommando der Kriegsmarine in juli 1945, was hij voor de demobilisatie van de troepen verantwoordelijk. Aansluitend ging Warzecha tot 21 februari 1947 in krijgsgevangenschap.

### Na de oorlog
Vanaf november 1947 werkte hij bij de verzekeringsmaatschappij Allianz. Hij stierf op 30 augustus 1956 aan de gevolge van een hartinfarct, hij werd begraven op het Nordfriedhof in Kiel.

### Familie
Warzecha trouwde in 1928, uit dit huwelijk kwam vier kinderen voort.

## Militaire carrière
- Generaladmiral: 1 maart 1944[3][4][5]
- Admiral: 1 april 1942[3][4][5]
- Vizeadmiral: 1 januari 1941[3][4][5][6]
- Konteradmiral: 1 november 1938[3][4][5]
- Kapitän zur See: 1 oktober 1934[3][5][6]
- Fregattenkapitän: 1 april 1933[4][5][6]
- Korvettenkapitän: 1 januari 1928[3][4][5][6]
- Kapitänleutnant: 21 januari 1920[3][5][6]
- Oberleutnant Zur See: 2 mei 1915[3][5][6]
- Leutnant zur See: 19 september 1912[3][4][5][6]
- Fähnrich zur See: 12 april 1910[3][4][5][6]
- Seekadett: 1 april 1909[4][5][6]

## Onderscheidingen
- Duits Kruis in zilver als Admiral en Chef des Allgemeinen Marinehauptamtes in het OKM[3][5][6][7]
- Herhalingsgesp bij IJzeren Kruis 1939, 1e Klasse en 2e Klasse[3][5][6][7]
- IJzeren Kruis 1914, 1e Klasse en 2e Klasse[3][5][7]
- Onderzeebootoorlogsinsigne 1918[3][6][7]
- Friedrich August-Kruis, 1e Klasse en 2e Klasse[3][6][7]
- Hanseatenkruis Hamburg[3][6][7]
- Ridderkruis in de Huisorde van Hohenzollern[7] met Zwaarden[3] op 2 september 1918[6]
- Ridderkruis der Tweede Klasse in de Saksisch-Ernestijnse Huisorde met Zwaarden[3][6][7]
- Dienstonderscheiding van Leger en Marine, 1e Klasse (20 dienstjaren)[3][7]
- Kruis voor Oorlogsverdienste, 1e Klasse  en 2e Klasse[3]
- Ridderkruis van het Kruis voor Oorlogsverdienste met Zwaarden op 25 januari 1945 als Generaladmiral en Chef der Kriegsmarinewehr in het OKM[3][5][7]
- Vlootoorlogsinsigne[3][7]